# ネグレイ
ネグレイ（モンゴル語: Negülei、生没年不詳）は、モンゴル帝国に仕えたアスト人将軍の一人。『元史』における漢字表記は捏古剌(niēgŭlà)。

## 概要
ネグレイは本来カフカース山脈に住まうオセット人（モンゴル帝国ではアスト人と呼ばれる）で、モンゴル帝国第4代皇帝モンケの治世に30人のアスト人とともにモンゴル高原に移住してきた。モンケ・カアンの南宋親征、李璮の乱討伐などに従軍し功績を挙げた。
息子のアダチ（阿塔赤）はセチェン・カアン（世祖クビライ）に仕えて襄陽・樊城の戦いに加わり、後にはナヤン・カダアンの乱鎮圧に活躍した。その後成宗・武宗・仁宗の3代に仕え、ブヤント・カアン（仁宗アユルバルワダ）の治世に左阿速衛千戸に任ぜられた後、間もなく亡くなった。
アダチの息子のジャファル（教化）はケシクテイ（親衛隊）のシュクルチとなり、ゲゲーン・カアン（英宗シデバラ）の治世にはバウルチとなった。